# التنمية كحرية
التنمية حرية هو كتاب عن التنمية الدولية للفيلسوف وعالم الاقتصاد الهندي أمارتيا صن صدر عام 1999.
صدر الكتاب باللغة العربية من ترجمة المترجم المصري شوقي جلال في مايو 2004 في العدد 303 ضمن سلسلة كتب عالم المعرفة التي يصدرها المجلس الوطني للثقافة والفنون والآداب في دولة الكويت، وصدر في مصر لأول مرة عام 2010 عن المركز القومي للترجمة بالقاهرة.

## خلفية الكتاب
مؤلف الكتاب هو المفكر والاقتصادي الهندي أمارتيا صن الحاصل على جائزة نوبل في الاقتصاد لعام 1998. وقد صدر كتاب التنمية حرية بعد عام واحد من حصوله على الجائزة.
يرى المؤلف، وفقًا للكتاب، أن هناك عددًا من الحريات اللازم توفرها في سبيل تنمية أي مجتمع، حيث ترتبط هذه الحريات ارتباطًا مباشرًا بمسألة التنمية، وتتمثل تلك الحريات في:
الحريات السياسية والشفافية في العلاقات بين الناس.
حرية الفرص.
الحماية الاقتصادية من الفقر المدقع، من خلال مكملات الدخل، وأدوات تخفيف البطالة.
يرى المؤلف إن المجتمعات الفقيرة، دائمًا ما تتميز بغياب نوعٍ واحدٍ على الأقل من تلك الحريات الثلاث، والتي تتضمن الافتقار الفعلي للحقوق والاختيارات السياسية، والتعرض للعلاقات القسرية، والاستبعاد من الخيارات الاقتصادية، والحماية من الفقر. أن الحرية ضمن مفاهيم صن هي إحدى ضروريات تحقيق التنمية، كما أنها هي الغاية التي يجب أن تجنى من وراء تلك التنمية في حد ذاتها.
يرى صن وفقًا للمعايير الأخلاقية السالف ذكرها أنه لا يمكن اختزال التنمية في تحقيق زيادة في الدخل الأساسي فقط، ولا في ارتفاع متوسط دخل الفرد، بل ينبغي اتخاذ العديد من الإجراءات المتشابكة، والحرص على عدد من الآليات التي تمكّن بشكل تدريجيً من ضمان المزيد من الحريات للأفراد.
وصف عالم الاجتماع الكندي لارس أوسبيرغ الكتاب بأنه يغطي مناطق شاسعة، بيد أنها دقيقة وحساسة للغاية، وتتجلى دراساته البحثية الدقيقة في كل منعطف. إن مفهوم التنمية الاقتصادية بشكل مكثف، ولكن على نطاق واسع، هو في طبيعته مزيد من الحرية ".
يتحدث المترجم المصري شوقي جلال في مقدمته لترجمة الكتاب عن الرؤى الخلاقة التي يعرضها صن حيال أزمة تأخر دول العالم الثالث عن اللحاق بركب التنمية الحضارية، والتي يختزلها رجال السياسة، والاقتصاديون في مصطلح التنمية الاقتصادية فقط، وفي مفهوم ومعيار اقتصادى واحد هو قيمة الدخل، أو الناتج المحلي، ومعدلات الإنفاق، وإغفال كافة الجوانب الأخرى للحياة، وفصل الحرية بمعناها الواسع، وفصل أدواتها من تعليم، ورعاية صحية، وحق في التعبير والحصول على المعلومات، وفرص اختيار الحياة... إلخ عن مسار التنمية. فتكون النتيجة هي الفشل المتواصل، والعجز عن المنافسة.
تأثرت أفكار صن بتجربة وطنه ومناخه العام على المستوى السياسي والاقتصادي، والاجتماعي وأراد في كتابه طرح الحلول لمثل تلك الأزمات التي مرت بها بلده وتمر بها الكثير من بلدان العالم الثالث. فقد عانت الهند على مدى عقود طويلة من رواسب الحقبة الاستعمارية التي تمثلت في الصراعات الطائفية، والعادات الاجتماعية البالية، والتمييز العنصري المبني على أساس النوع الجنسي، والافتقاد لمختلف أنواع الحريات، وقد أدى ذلك دون أدنى شك إلى تأخرها عن ركب التنمية وجعلها دولة لا تتوحد فيها قيم المواطنة، وتفتقر إلى الإمكانيات، ويغيب عنها الفهم العلمي العقلاني للقضايا ولصراعات ومتناقضات العصر، وتمارس حكوماتها سياسات اقتصادية تتسم بضيق الأفق والفهم الخاطئ لمعنى الهوية، فتفقد في النهاية القدرة على البناء والتقدم والرخاء.

## لمحة تاريخية
في منتصف السبعينيات، كان السياسي الأمريكي سيمور ليبست قد خلص إلى أنه كلما كانت الأمة أكثر رفاهية، كلما ازدادت فرصها في الحفاظ على الديمقراطية. استندت تأكيدات ليبسيت إلى العديد من الدراسات التجريبية التي أجريت تحت رعاية مؤسسة هوفر، ومنذ ذلك الحين وجدت طريقها إلى القانون السائد للتنمية السياسية والاقتصادية. وعلى مدى ثلاثين عامًا استمرت نفس المشكلات التي تناولها ليبست في دراسته الضخمة تشكل عائقًا أمام خبراء التنمية، وتستدعي المزيد من الدراسات أكاديمية، وأطروحات علماء الاقتصاد، ومن بينها ما يطرحه أمارتيا صن في هذه الكتاب.
استند كتاب التنمية حرية إلى خمس محاضرات كان أمارتيا صن قد ألقاها كزميل رئاسي بالبنك الدولي في خريف عام 1996، بالإضافة إلى محاضرة ألقاها في نوفمبر 1997، وقد قام صن بإعادة صياغة المحاضرات الست في اثني عشر فصلًا لتكون النسخة المكتوبة أكثر وضوحًا، وأكثر سهولة للقراء غير المتخصصين، ومناقشة الأفكار بطريقة غير فنية قدر الإمكان. وقد أشار إلى الأدبيات الأكثر رسمية وتوغلًا في التفاصيل العلمية في الهوامش لأولئك الذين يميلون إلى المزيد من التخصص. كما علق في الكتاب على التجارب الاقتصادية الأخيرة التي حدثت بعد إلقاء محاضراته في عام 1996 مثل الأزمة الاقتصادية الأسيوية التي أكدت بعضًا من أسوأ المخاوف التي كان قد ذكرها في تلك المحاضرات.

## محتويات الكتاب
يتكون الكتاب من اثني عشر فصلا بالإضافة إلى الهوامش، والمدخل الذي حمل عنوان التنمية كحرية، ونجد فصول الكتاب معنونة كما يلي:
1. منظور الحرية.
2. التنمية: الوسائل والغايات.
3. الحرية وأسس العدالة.
4. الفقر كحرمان من القدرة.
5. الأسواق، والدولة، والفرصة الاجتماعية.
6. أهمية الديمقراطية.
7. المجاعات والأزمات الأخرى.
8. فعالية المرأة، والتغير الاجتماعي.
9. السكان والغذاء والحرية.
10. الثقافة وحقوق الإنسان.
11. الاختيار الاجتماعي، والسلوك الفردي.
12. الحرية الفردية التزام اجتماعي.

## نظرة عامة
يرى صن: أن افتقاد الحرية، أي افتقاد القدرات والفرص هو العقبة الأولى التي تعيق التنمية، هما هو الحال في بلدان العالم الثالث وإن اختلفت الدرجات. ويوضح: أن افتقاد الحرية الاقتصادية يغذي افتقاد الحرية الاجتماعية تمامًا مثلما أن افتقاد الحرية الاجتماعية والسياسية للرجل والمرأة على السواء يمكن أن يرسخ ويعزز فقدان الحرية الاقتصادية.
يقدم صن أمثلة على أنماط تلك الحرية والقدرة مثل: العمل والإنتاج، والتعليم ومحو الأمية، والصحة والرعاية الصحية، والمساواة بين الجنسين، وحق التعبير والوصول إلى المعلومات والتنظيم.
يقرر أماريتا صن: أن التنمية هي عملية تطول إدارة الأسواق، والإدارات الحكومية، والعلاقات بين الحاكم والمحكوم، والمؤسسات التشريعية، والأحزاب السياسية، والمنظمات غير الحكومية، والمؤسسات القضائية، والمؤسسات الإعلامية والتعليمية والمجتمع كله بصورة عامة، ويتحقق إسهامها في الواقع من خلال تأثيراتها على دعم وتعزيز القدرات والحريات الفردية للإنسان. وتكون الحرية في كل هذا هي المحور. إن تنمية رأس المال البشري، وتنمية قدرات الإنسان والمجتمع لا تأتي قسرًا، ولا تتحقق أبدًا في مناخ استبدادي، أو بناءًا على قرار سلطوي، كما أن العدل الاجتماعي لا مكان له في ظل نظام يمتلك فيه الحاكم وحده الكلمة الحق النافذة، ويكون هو المرشد والموجه الهادي وحده.
يعتبر صن الحرية آلية تطوير حضاري، ويرى أنها في الآن نفسه ثمرة متطورة النضج لهذا التطوير. فقد سقطت منذ زمن أسطورة المستبد العادل، وإنما العدل الاجتماعي ومن ثم التطوير يأتيان في إطار الحرية شرطًا، أي تحرير الإنسان من نير الجهل والمرض، ومنحه حرية الفرص، وحرية ممارسة القدرة من أجل المشاركة الإيجابية الواعية المسؤولة.
يفضل أمارتيا صن استخدام عبارة «رأس مال القدرة البشرية» بدلًا من «رأس المال البشري» كهدف وأساس للتنمية؛ ذلك أن الدراسات عن رأس المال البشري تنزع إلى التركيز على فاعلية البشر كأدوات في زيادة إمكانيات الإنتاج، بينما يضع منظور رأس مال القدرة البشرية في بؤرة اهتمامه قدرة الحرية الموضوعية، أي أن الإنتاج هنا يكون وسيلة هدفها حرية ورفاهية الإنسان.
يفتتح صن الفصل الأول من الكتاب بنص سنسكريتي هندي قديم يعود إلى القرن الثامن قبل الميلاد، وهو عبارة عن محادثة تدور بين رجل وزوجته حول الثروة وإشباع الرغبات، لتصل المحادثة إلى سؤال الزوجة: في حال امتلاك امرؤ ثروات الأرض كلها، فهل يستطيع الحصول على الخلود؟ وكانت إجابة الزوج بالنفي، وأن حياة الأثرياء في النهاية مصيرها هو ذات مصير الفقراء، لتأتي إجابة الزوجة على هذا النحو:
«إذن لا أمل في الخلود بفضل الثراء… إذن ماذا عليّ أن أفعل بهذا الذي لا يمنحني الخلود!»

ومن هذه المحادثة يستخلص المؤلف أن الثروة ليست هدفًا في حد ذاتها بل أداة لتوفير حياة طيبة جيدة لا حرمان فيها من زهرة العمر، بدلًا من حياة البؤس والفقر وافتقاد الحرية، يلاحظ المؤلف ارتفاع متوسط دخل المواطن الأمريكي من أصل أفريقي عن متوسط دخل المواطن في الهند أو الصين، على سبيل المثال، إلا أن متوسط عمر المواطن الأمريكي أقل من متوسط عمر مواطني هذه الدول. ومن ثم لا يمكن معالجة النمو الاقتصادي معالجة معقولة باعتباره غاية في ذاته، وإنما يلزم أن تكون التنمية معنية أكثر بتعزيز القدرة على الحياة، ودعم حرية الأفراد.
يناقش صن في الفصل الثاني من الكتاب ما إذا كانت حرية المشاركة السياسية والمعارضة تفضي إلى تحقيق التنمية أم لا. ويشير إلى أن صياغة هذا السؤال في ضوء النظرة الأساسية للتنمية كحرية قد تبدو قاصرة، إذ يعيبها غياب الفهم الحاسم بأن المشاركة السياسية والمعارضة جزءان تأسيسيان من عملية التنمية ذاتها. ثم يعرض عددًا من الدراسات التجريبية التي تناقش بعض أنماط الحرية الأداتية ومنها:
- الحريات الساسية
- التسهيلات الاقتصادية
- الفرص الاجتماعية
- ضمانات الشفافية
- الأمن الوقائي

يناقش صن في الفصل الخامس من الكتاب معادلة الضرورات الاقتصادية والحريات السياسية، ويستشهد في بداية الفصل بقصة سكان غرب البنغال في الهند الذين اضطروا إلى دخول غابات الإقليم والتوغل فيها لجمع العسل، وكانوا يتعرضون في أثناء تلك الرحلة ذهابا أو إيابا لخطر الفتك بهم من جهة النمور المفترسة المحمية أصلا بقوانين تحظر صيدها، في حين أنه لا توجد قوانين تحمي الناس البؤساء الذين يعرضوا حياتهم للخطر في سبيل تأمين قوتهم.
ومن ثم يطرح المؤلف في هذا الفصل التساؤل الآتي: أيهما أجدى، القضاء على الفقر والبؤس، أم كفالة الحقوق المدنية والحقوق السياسية؟ وهنا يعود المؤلف لفكرته المركزية، وهي أن الطرح على هذا النحو يجانب الصواب، وأن هناك ترابطًا وتداخلا بين العنصرين، ويؤكد في هذا السياق على ضرورة إعادة النظر في أثر الديمقراطية على حياة الناس وقدراتهم، ويستشهد بتجربة رئيسة وزراء الهند، أنديرا غاندي، التي حاولت ترويج حجج تبرر حالة الطوارئ التي تنوي فرضها، وأجرت استفتاء بهذا الشأن لتظهر النتيجة رفضًا حاسمًا لفكرة قمع الحقوق السياسية رغم أن المواطن الهندي فقير.

## آراء النقاد
حظي الكتاب بآراء نقدية ومراجعات إيجابية إلى حد كبير، حيث أثنت مجلة كالتشرال سيرفايفال على محاولة أمارتيا صن في هذا الكتاب بناء الجسور بين المعسكرات الأيديولوجية المتعارضة فيسعى لعدم تنفير أنصار النهج التقليدي، وكذا المناهج القاعدية الشعبية الجذرية ببناء تفسير يدعو إلى نهج مفيد للطرفين، أو نهج وسطي عند مواجهة قضايا التنمية، إلا أن صن قد أخفق في بعض النقاط بحسب وصف المجلة، فعلى الرغم من أنه يسعى لتقديم فهم موضوعي للجدلية التنموية، إلا أنه تجاهل أحيانا العوائق الهيكلية والمؤسسية الرئيسية المتأصلة في العالم المعاصر. ففي حالة المجاعة، فشل صن في معالجة حالة عدم المساواة التي تفرضها منظمات مثل صندوق النقد الدولي ودورها في تعزيز تراجع الاعتماد المحلي على الزراعة.